# Micropacha
Micropacha is een geslacht van vlinders van de familie spinners (Lasiocampidae).

## Soorten
- M. kalisi Roepke, 1953
- M. roepkei Holloway, 1987